# 휘호 더프리스

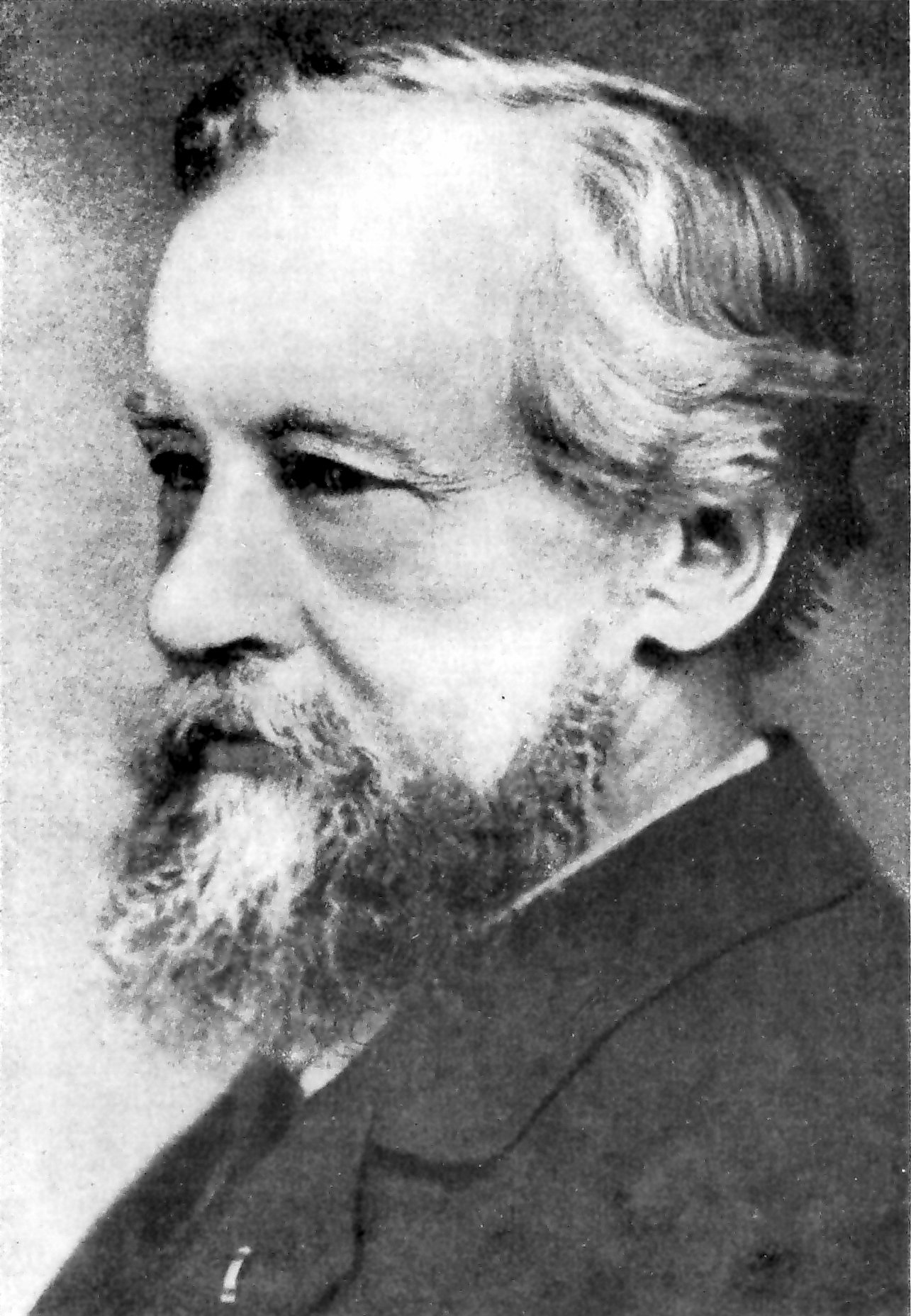

휘호 마리 더프리스(Hugo Marie de Vries, 1848년 2월 16일~1935년 5월 21일)는 네덜란드의 식물학자이자 유전학자이다. 레이던 대학교, 하이델베르크 대학교, 뷔르츠부르크 대학교에서 수학하고 잭스 등에게 사사(師事)했다. 처음 호흡·생장 등의 식물생리학의 연구에 종사하다가 원형질 분리를 발견(1877)하였다. 뒤에 식물 잡종에 대한 연구를 하여, 달개비의 교잡 실험에 의하여 1900년 멘델의 유전법칙을 재발견한 3사람 중의 한 사람이 되었다. 1901년, 큰달맞이꽃의 교잡 실험에서 진화의 요인이 돌연변이에 있다는 설을 발표했다.